# Rubber Johnny
 (juillet 2025).
Pour plus de détails, voir Fiche technique et Distribution.
Rubber Johnny est un court métrage d'animation britannique réalisé par Chris Cunningham en 2005 sur une composition musicale de Aphex Twin : Afx237 v7, un des titres de l'album Drukqs.

## Synopsis
Ici, on pourrait faire une analyse contextuelle en se basant sur ce que l'on voit mais la réalité du synopsis pourrait être tout-à-fait autrement comprise. Donc, on suppose l'existence solitaire d'un mutant de 16 ans, résultat de trop de consanguinité. Il est enfermé par ses parents honteux dans un sous-sol plongé dans l'obscurité. Ces derniers sont des beaufs accros à la télé qui nourrissent Johnny occasionnellement et lui crient de ne pas faire de bruit. La seule compagnie de Johnny dans son sous-sol est son petit Chihuahua Joris. Johnny ne sortant visiblement jamais, il semblerait qu'il ait libéré des facultés qui lui sont propres et cachées à ses gardiens. Il semble être handicapé mais le volume de sa boite crânienne laisse à penser qu'il aurait développé une maitrise totale de sa chaise roulante jusqu'à exécuter des figures équilibrées que l'on peut comparer à de la danse contemporaine. Ses gestuelles sont si rapides que leur vue se métamorphe en formes liant vitesse et design graphique. De la lumière serait canalisée par ses membres, traduisant une capacité hors-norme de contrôle des énergies, des matières également, par ses déstructurations/restructurations corporelles. On peut noter  que Johnny semble avoir une addiction aux substances illicites (plus précisément la cocaïne), on l'observe dans la vidéo en plein "trip" . Rappelons que dans ce garage, il n'y a rien hors-mis le chien et Johnny. Les "gardiens" finissent le trip de Johnny en ouvrant la porte mais il est tellement en contrôle de son environnement et de son corps qu'il gardera secret la source des nuisances sonores venant du garage où il reste cloitré.

## Distribution
- Chris Cunningham : Johnny Rubber
- Percy Rutterford : voix du père de Johnny

## Note
- Le DVD contient aussi un packaging « édition spéciale » contenant un carnet de croquis en couleur avec 40 pages de photos et dessins originaux de Chris Cunningham.
- Johnny Rubber est interprété par Chris Cunningham et il est réalisé à partir de la composition par morphing d'images de testicules et de pénis[réf. souhaitée].